# Olympische Geschichte des Sudan
| Gelbes Symbol für Goldmedaillen mit stilisierten Olympischen Ringen | Graues Symbol für Silbermedaillen mit stilisierten Olympischen Ringen | Braundes Symbol für Bronzemedaillen mit stilisierten Olympischen Ringen |
| ------------------------------------------------------------------- | --------------------------------------------------------------------- | ----------------------------------------------------------------------- |
| —                                                                   | 1                                                                     | —                                                                       |

Sudan, dessen NOK, das Sudan Olympic Committee, 1956 gegründet und 1959 vom IOC anerkannt wurde, nimmt seit 1960 an Olympischen Sommerspielen teil. Zu den Sommerspielen 1964 wurden keine Sportler entsandt. Der Sudan nahm 1976 an dem Boykott afrikanischer Länder teil und schloss sich 1980 dem Boykott der westlichen Staaten an. An Winterspielen nahm bislang kein Athlet des Landes teil.

## Übersicht

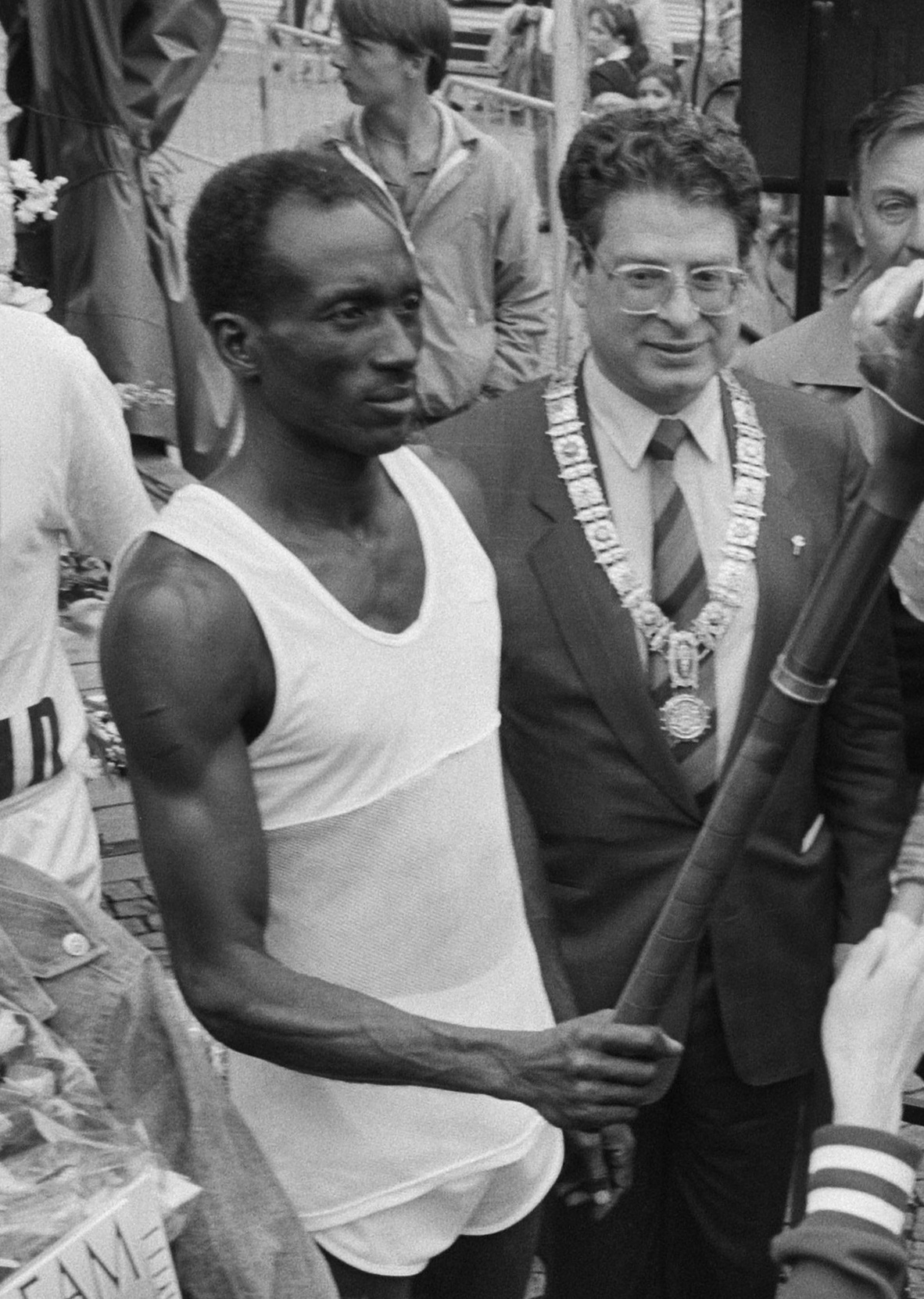
Omer Khalifa

Zehn Sudanesen gingen in Rom 1960 in den Sportarten Leichtathletik, Boxen, Schießen und Gewichtheben an den Start. Die Boxer Mohamed Rizgalla im Halbweltergewicht und Mohamed Faragalla im Weltergewicht waren am 25. August 1960 die ersten Olympioniken des Sudans. An den Spielen von Tokio 1964 nahm der Sudan nicht teil.
In Mexiko-Stadt 1968 gingen fünf Sudanesen an den Start, blieben in ihren Disziplinen jedoch erfolglos. In München 1972 nahm erstmals eine sudanesische Fußballauswahl am olympischen Turnier teil. Das Land folgte den Boykottaufrufen der afrikanischen Länder bzw. der USA und blieb den Spielen von Montreal 1976 und Moskau 1980 fern.
In Los Angeles 1984 gab es erstmals sudanesische Finalteilnahmen in der Leichtathletik. Omer Khalifa wurde über 1500 Meter Achter, Ahmed Musa Jouda über 10.000 Meter Zehnter. Khalifa erreichte auch in Seoul 1988 das 1500-Meter-Finale. Er belegte Rang 12. 1992 in Barcelona nahmen erstmals sudanesische Judoka teil, 1996 in Atlanta ein Tischtennisspieler.
2000 in Sydney debütierte ein sudanesischer Schwimmer. Mit Awmima Mohamed im 400-Meter-Lauf nahm erstmals eine sudanesische Frau an Olympischen Spielen teil. Eine reine Leichtathleten-Mannschaft reiste zu den Spielen von Athen 2004 an. Ismail Ahmed Ismail erreichte das 800-Meter-Finale und wurde Achter. Yamilé Aldama, die in Sydney für ihr Heimatland Kuba teilnahm, hatte 2004 die sudanesische Staatsbürgerschaft angenommen und ging nun für den Sudan an den Start. Im Dreisprung erreichte sie das Finale und wurde Fünfte. Die mit einem Briten verheiratete Sportlerin, die auch in Peking 2008 für den Sudan antrat, wechselte 2010 noch einmal die Staatsbürgerschaft und wurde Britin.
In Peking gewann Ismail Ahmed Ismail im 800-Meter-Lauf mit Silber die erste Medaille für den Sudan. Der 800-Meter-Lauf in London 2012 sah mit Abubaker Kaki Khamis wiederum einen sudanesischen Finalisten. Khamis belegte Rang 7. In Rio de Janeiro 2016 konnte sich kein Sudanese auszeichnen.

## Übersicht der Teilnehmer

### Sommerspiele
| Jahr      | Athleten           | Athleten           | Athleten           | Sportarten         | Sportarten         | Sportarten         | Sportarten         | Sportarten         | Sportarten         | Sportarten         | Sportarten         | Sportarten         | Medaillen          | Medaillen          | Medaillen          | Medaillen          | Rang               |
| Jahr      | Gesamt             |                    |                    |                    |                    |                    |                    |                    |                    |                    |                    |                    |                    |                    |                    | Medaillen – Gesamt | Rang               |
| --------- | ------------------ | ------------------ | ------------------ | ------------------ | ------------------ | ------------------ | ------------------ | ------------------ | ------------------ | ------------------ | ------------------ | ------------------ | ------------------ | ------------------ | ------------------ | ------------------ | ------------------ |
| 1896–1956 | nicht teilgenommen | nicht teilgenommen | nicht teilgenommen | nicht teilgenommen | nicht teilgenommen | nicht teilgenommen | nicht teilgenommen | nicht teilgenommen | nicht teilgenommen | nicht teilgenommen | nicht teilgenommen | nicht teilgenommen | nicht teilgenommen | nicht teilgenommen | nicht teilgenommen | nicht teilgenommen | nicht teilgenommen |
| 1960      | 10                 | 10                 | 0                  | 3                  |                    | 2                  |                    | 2                  | 3                  |                    |                    |                    |                    |                    |                    |                    |                    |
| 1964      | nicht teilgenommen | nicht teilgenommen | nicht teilgenommen | nicht teilgenommen | nicht teilgenommen | nicht teilgenommen | nicht teilgenommen | nicht teilgenommen | nicht teilgenommen | nicht teilgenommen | nicht teilgenommen | nicht teilgenommen | nicht teilgenommen | nicht teilgenommen | nicht teilgenommen | nicht teilgenommen | nicht teilgenommen |
| 1968      | 5                  | 5                  | 0                  | 3                  |                    |                    |                    | 2                  |                    |                    |                    |                    |                    |                    |                    |                    |                    |
| 1972      | 26                 | 26                 | 0                  | 5                  | 14                 | 1                  |                    | 6                  |                    |                    |                    |                    |                    |                    |                    |                    |                    |
| 1976–1980 | nicht teilgenommen | nicht teilgenommen | nicht teilgenommen | nicht teilgenommen | nicht teilgenommen | nicht teilgenommen | nicht teilgenommen | nicht teilgenommen | nicht teilgenommen | nicht teilgenommen | nicht teilgenommen | nicht teilgenommen | nicht teilgenommen | nicht teilgenommen | nicht teilgenommen | nicht teilgenommen | nicht teilgenommen |
| 1984      | 7                  | 7                  | 0                  | 4                  |                    |                    |                    | 3                  |                    |                    |                    |                    |                    |                    |                    |                    |                    |
| 1988      | 8                  | 8                  | 0                  | 5                  |                    |                    |                    | 3                  |                    |                    |                    |                    |                    |                    |                    |                    |                    |
| 1992      | 6                  | 6                  | 0                  |                    |                    | 1                  | 2                  | 3                  |                    |                    |                    |                    |                    |                    |                    |                    |                    |
| 1996      | 4                  | 4                  | 0                  |                    |                    |                    |                    | 3                  |                    |                    |                    | 1                  |                    |                    |                    |                    |                    |
| 2000      | 3                  | 2                  | 1                  |                    |                    |                    |                    | 2                  |                    |                    | 1                  |                    |                    |                    |                    |                    |                    |
| 2004      | 4                  | 3                  | 1                  |                    |                    |                    |                    | 4                  |                    |                    |                    |                    |                    |                    |                    |                    |                    |
| 2008      | 9                  | 5                  | 4                  |                    |                    |                    |                    | 8                  |                    |                    | 1                  |                    |                    | 1                  |                    | 1                  | 70                 |
| 2012      | 6                  | 4                  | 2                  |                    |                    |                    |                    | 4                  |                    |                    | 2                  |                    |                    |                    |                    |                    |                    |
| 2016      | 6                  | 4                  | 2                  |                    |                    |                    | 1                  | 3                  |                    |                    | 2                  |                    |                    |                    |                    |                    |                    |
| 2020      | 5                  | 3                  | 2                  |                    |                    |                    | 1                  | 1                  |                    | 1                  | 2                  |                    |                    |                    |                    |                    |                    |
| 2024      | 4                  | 3                  | 1                  |                    |                    |                    |                    | 1                  |                    | 1                  | 2                  |                    |                    |                    |                    |                    |                    |
| Gesamt    | Gesamt             | Gesamt             | Gesamt             | Gesamt             | Gesamt             | Gesamt             | Gesamt             | Gesamt             | Gesamt             | Gesamt             | Gesamt             | Gesamt             | 0                  | 1                  | 0                  | 1                  |                    |

### Winterspiele
| Jahr      | Athleten           | Athleten           | Athleten           | Flaggenträger      | Sportarten         | Medaillen          | Medaillen          | Medaillen          | Medaillen          | Rang               |
| Jahr      | Gesamt             | m                  | w                  | Flaggenträger      | Sportarten         |                    |                    |                    | Medaillen – Gesamt | Rang               |
| --------- | ------------------ | ------------------ | ------------------ | ------------------ | ------------------ | ------------------ | ------------------ | ------------------ | ------------------ | ------------------ |
| 1924–2022 | nicht teilgenommen | nicht teilgenommen | nicht teilgenommen | nicht teilgenommen | nicht teilgenommen | nicht teilgenommen | nicht teilgenommen | nicht teilgenommen | nicht teilgenommen | nicht teilgenommen |
| Gesamt    | Gesamt             | Gesamt             | Gesamt             | Gesamt             | Gesamt             | 0                  | 0                  | 0                  | 0                  |                    |

## Liste der Medaillengewinner

### Goldmedaillen
Bislang (Stand 2024) keine Goldmedaillen.

### Silbermedaillen
| Name                | Spiele      | Sportart       | Disziplin |
| ------------------- | ----------- | -------------- | --------- |
| Ismail Ahmed Ismail | 2008 Peking | Leichtathletik | 800 Meter |

### Bronzemedaillen
Bislang (Stand 2024) keine Bronzemedaillen.

## Medaillen nach Sportart
| Sportart       | Gold | Silber | Bronze | Gesamt |
| Leichtathletik | 0    | 1      | 0      | 1      |
| Gesamt         | 0    | 1      | 0      | 1      |